# Angiolo Carrara Verdi
Angiolo Carrara Verdi (Busseto, 1880 – .) è stato un politico italiano.

## Biografia

### Origini familiari

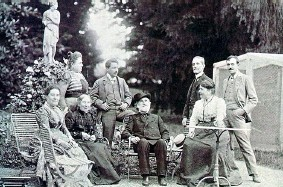
Giuseppe Verdi, al centro, e la figlia adottiva Filomena Verdi (la prima a sinistra)

Quando il compositore Giuseppe Verdi morì nel gennaio 1901, non aveva eredi diretti, dato che entrambi i figli (avuti dalla prima moglie, Margherita Barezzi) erano morti in tenera età. Nel 1868 aveva provveduto ad adottare e a crescere come una figlia la cugina Filomena Verdi, che ne divenne poi erede universale, mutando il nome di battesimo in Maria. Nell'ottobre 1879 la ragazza si sposò con Alberto Carrara (1854-1925), il cui padre, Angiolo Carrara (1825-1904), era il notaio di Verdi. Dall'unione nacquero Giuseppina (1879-1927) e Angiolo Carrara.

### L'erede di Giuseppe Verdi
Secondo un aneddoto familiare, il giovane Angiolo Carrara, indeciso sulla carriera da intraprendere, tra il notaio e il musicista, interpellò il nonno Giuseppe Verdi, il quale gli rispose che in famiglia preferiva avere "un notaio scadente piuttosto che un musicista mediocre". Intraprese perciò la carriera di notaio come il nonno.
Ex ufficiale di complemento dei bersaglieri durante la Grande guerra, fu uno degli esponenti dello squadrismo della bassa parmense, e con il grado della MVSN di seniore fu comandante della 74ª Legione CC.NN "Taro", con sede a Borgo San Donnino,  dalla fondazione fino al 1926, quando passo' l'incarico al console Remo Ranieri. Nel 1924 nacque il figlio Alberto (1924-2001).
Nel 1928, con Regio Decreto, fu concesso ad Angiolo il doppio cognome Carrara-Verdi, dando inizio al ramo dei Carrara-Verdi.
Nel 1929 si costituì anche a Parma l'associazione nazionale bersaglieri cui Angiolo Carrara Verdi aderì fin dalla fondazione, divenendone successivamente presidente provinciale con il grado di tenente colonnello.
Dal 1929 al 1933, Angiolo Carrara Verdi ricoprì l'incarico di Preside del Rettorato di Parma.
Dopo la morte della madre, nel 1936, essendo già mancata la sorella Giuseppina, proseguì l'opera della madre assumendosi l'onere di conservare intatto il patrimonio ereditato dall'illustre antenato

## Curiosità
Lo zio era Lino Carrara che fu direttore de il Resto del Carlino.